# Euxoa vartianica
Euxoa vartianica là một loài bướm đêm trong họ Noctuidae.